# قانون الجنسية
قانون الجنسية هو القانون المنظم للعلاقة بين الفرد والدولة ففي كل بلد يترتب على الجنسية بعض الإلتزمات على الدولة في مواجهة الفرد المتجنس بجنسية الدولة تكون في صورة حقوق سياسية ومدنية كما ترتب عليه التزامات تتمثل بواجبات قانونية مثل دفع الضرائب والتجنيد العسكري. وينظم قانون الجنسية في كل دولة كيفية حصول على جنسية ذلك البلد والالتزامات المترتبة على الفرد حال حصوله على الجنسية سواء كانت بالوراثة عن أحد الوالدين أو بأي طريقة أخرى حسب قانون الجنسية لكل دولة أو حتى كيف يمكن خسارة تلك الجنسية سواء في حال فشل الفرد بالإيفاء بالالتزامات المتربة عليه لحمله تلك الجنسية أو بسبب مشاكل سياسية أو قضائية.

## حسب البلد

### قوانين الجنسية لبعض الدول العربية
- قانون الجنسية السعودية
- قانون الجنسية المصرية
- قانون الجنسية الكويتية
- قانون الجنسية المغربية
- قانون الجنسية الأردنية
- قانون الجنسية البحرينية
- قانون الجنسية السورية
- قانون الجنسية الإماراتية
- تاريخ الجنسية الفلسطينية
- قانون الجنسية الجزائرية
- قانون الجنسية القطرية
- قانون الجنسية العراقية
- قانون الجنسية اللبنانية

### قوانين الجنسية لبعض الدول الأخرى
- قانون الجنسية الفرنسية
- قانون الجنسية الكندية
- قانون الجنسية البريطانية
- قانون الجنسية التركية
- قانون الجنسية الإيطالية
- قانون الجنسية الروسية
- قانون الجنسية الألمانية
- قانون الجنسية الكورية الجنوبية
- قانون الجنسية اليابانية
- قانون الجنسية السنغافورية
- قانون الجنسية الرومانية
- قانون الجنسية الصينية
- قانون الجنسية الأسترالية
- قانون الجنسية النمساوية
- قانون الجنسية الماليزية
- قانون الجنسية المكسيكية
- قانون الجنسية النرويجية
- قانون الجنسية السويدية
- قانون الجنسية الفلبينية
- قانون الجنسية الأندورية
- قانون الجنسية الأذربيجانية
- قانون الجنسية الأمريكية
- الجنسية الأمريكية
- قانون الجنسية الإسرائيلية
- قانون الجنسية التنزانية